# Voleibol nos Jogos Olímpicos de Verão de 1968 - Masculino
O torneio masculino de voleibol nos Jogos Olímpicos de Verão de 1968 foi realizado no Gimnasio Olímpico Juan de la Barrera, no Palacio de los Deportes e na Pista Revolución, Cidade do México, entre 13 e 26 de outubro e organizado pela Federação Internacional de Voleibol (FIVB) em conjunto com o Comitê Olímpico Internacional (COI).

## Medalhistas
A União Soviética foi campeã olímpica de voleibol, enquanto o Japão conquistou a medalha de prata. O Checoslováquia completou o pódio ao final em terceiro lugar na classificação final.
|  | URS União Soviética |  | JPN Japão |  | TCH Checoslováquia |
|  | Eduard Sibiryakov Yuriy Poyarkov Georgy Mondzolevsky Valery Kravchenko Vladimir Belyayev Yevgeny Lapinsky Ivans Bugajenkovs Oļegs Antropovs Vasilijus Matuševas Viktor Mikhalchuk Boris Tereshchuk Vladimir Ivanov |  | Masayuki Minami Katsutoshi Nekoda Mamoru Shiragami Isao Koizumi Kenji Kimura Yasuaki Mitsumori Jungo Morita Tadayoshi Yokota Seiji Oko Tetsuo Sato Kenji Shimaoka Naohiro Ikeda |  | Bohumil Golián Antonín Procházka Petr Kop Jiří Svoboda Josef Musil Lubomír Zajíček Josef Smolka Vladimír Petlák František Sokol Zdeněk Groessl Pavel Schenk Drahomír Koudelka |

## Qualificação
| Torneio de qualificação      | Data                                | Sede            | Vagas | Qualificados       |  |
| ---------------------------- | ----------------------------------- | --------------- | ----- | ------------------ |  |
| País-sede                    | 18 de outubro de 1963               | Baden-Baden     | 1     | México             |  |
| Jogos Olímpicos de 1964      | 13–23 de outubro de 1964            | Tóquio          | 1     | União Soviética    |  |
| Campeonato Mundial de 1966   | 30 de agosto–11 de setembro de 1966 | Tchecoslováquia | 1     | Checoslováquia     |  |
| Campeonato Mundial de 1966   | 30 de agosto–11 de setembro de 1966 | Tchecoslováquia | 1     | Romênia · Bélgica  |  |
| Campeonato Mundial de 1966   | 30 de agosto–11 de setembro de 1966 | Tchecoslováquia | 1     | Alemanha Oriental  |  |
| Qualificação da África       | Julho de 1967                       | Túnis           | 1     | Tunísia · Bulgária |  |
| Qualificação da Ásia         | 1967                                | Desconhecido    | 1     | Japão              |  |
| Campeonato Europeu de 1967   | 26 de outubro–8 de novembro de 1967 | Turquia         | 1     | Polônia            |  |
| Jogos Pan-americanos de 1967 | 24 de julho–3 de agosto de 1967     | São Paulo       | 1     | Estados Unidos     |  |
| Jogos Pan-americanos de 1967 | 24 de julho–3 de agosto de 1967     | São Paulo       | 1     | Brasil             |  |
| Total                        |                                     |                 | 10    |                    |  |

## Tabela
Todas as equipes se enfrentaram entre si na forma de pontos corridos.
|     |                   |     | Jogos | Jogos | Jogos | Resultados | Resultados | Resultados | Resultados | Resultados | Resultados | Sets | Sets | Sets  | Pontos | Pontos | Pontos |
| Pos | Equipe            | Pts | T     | V     | D     | 3–0        | 3–1        | 3–2        | 2–3        | 1–3        | 0–3        | V    | P    | R     | V      | P      | R      |
| --- | ----------------- | --- | ----- | ----- | ----- | ---------- | ---------- | ---------- | ---------- | ---------- | ---------- | ---- | ---- | ----- | ------ | ------ | ------ |
| 1   | União Soviética   | 24  | 9     | 8     | 1     | 4          | 3          | 1          | 1          | 0          | 0          | 26   | 8    | 3.250 | 464    | 326    | 1.423  |
| 2   | Japão             | 22  | 9     | 7     | 2     | 7          | 0          | 0          | 1          | 1          | 0          | 24   | 6    | 4,000 | 430    | 258    | 1.667  |
| 3   | Checoslováquia    | 17  | 9     | 7     | 2     | 2          | 1          | 4          | 0          | 1          | 1          | 22   | 15   | 1.467 | 454    | 417    | 1.089  |
| 4   | Alemanha Oriental | 19  | 9     | 6     | 3     | 4          | 1          | 1          | 2          | 0          | 1          | 22   | 12   | 1.833 | 449    | 374    | 1.201  |
| 5   | Polônia           | 18  | 9     | 6     | 3     | 4          | 2          | 0          | 0          | 0          | 3          | 18   | 11   | 1.636 | 371    | 281    | 1.320  |
| 6   | Bulgária          | 13  | 9     | 4     | 5     | 3          | 0          | 1          | 2          | 0          | 3          | 16   | 17   | 0.941 | 379    | 385    | 0.984  |
| 7   | Estados Unidos    | 12  | 9     | 4     | 5     | 2          | 1          | 1          | 1          | 1          | 3          | 15   | 18   | 0.833 | 383    | 414    | 0.925  |
| 8   | Bélgica           | 5   | 9     | 2     | 7     | 0          | 1          | 1          | 0          | 0          | 7          | 6    | 24   | 0.250 | 239    | 417    | 0.573  |
| 9   | Brasil            | 4   | 9     | 1     | 8     | 0          | 1          | 0          | 1          | 3          | 4          | 8    | 25   | 0.320 | 357    | 469    | 0.761  |
| 10  | México            | 1   | 9     | 0     | 9     | 0          | 0          | 0          | 1          | 4          | 4          | 6    | 27   | 0.222 | 289    | 474    | 0.610  |

Ordenamento da classificação: 1) Número de vitórias; 2) Pontos; 3) Razão de sets; 4) Razão de pontos; 5) Confronto direto.
- 13 de Outubro

|                 |     |                   |                              |  |
| Japão           | 3-0 | Polónia           | 15-9 15-11 15-10             |  |
| Bulgária        | 3-0 | México            | 15-9 15-4 15-6               |  |
| Tchecoslováquia | 3-2 | Alemanha Oriental | 15-12 15-17 14-16 15-11 15-9 |  |
| Bélgica         | 3-1 | Brasil            | 15-7 16-14 9-15 15-6         |  |
| Estados Unidos  | 3-2 | União Soviética   | 11-15 15-10 10-15 15-10 15-6 |  |

- 16 de Outubro

|                 |     |                   |                      |  |
| Tchecoslováquia | 3-1 | Estados Unidos    | 15-0 10-15 15-7 15-7 |  |
| Polónia         | 3-1 | México            | 15-10 7-15 15-4 15-3 |  |
| Japão           | 3-0 | Alemanha Oriental | 15-6 15-8 15-13      |  |
| Bulgária        | 3-0 | Bélgica           | 15-10 15-1 15-5      |  |
| União Soviética | 3-1 | Brasil            | 11-15 15-2 15-9 15-9 |  |

- 17 de Outubro

|                   |     |          |                             |  |
| Alemanha Oriental | 3-0 | México   | 15-3 15-13 15-6             |  |
| Polónia           | 3-0 | Bélgica  | 15-6 15-5 15-8              |  |
| Tchecoslováquia   | 3-2 | Japão    | 2-15 3-15 15-12 15-12 15-11 |  |
| União Soviética   | 3-0 | Bulgária | 15-10 15-9 15-10            |  |
| Estados Unidos    | 3-0 | Brasil   | 15-12, 15-7, 15-10          |  |

- 19 de Outubro

|                   |     |                |                              |  |
| Japão             | 3-0 | México         | 15-1 15-3 15-11              |  |
| União Soviética   | 3-0 | Polónia        | 15-9 15-10 15-10             |  |
| Alemanha Oriental | 3-0 | Bélgica        | 15-1 15-7 15-7               |  |
| Bulgária          | 3-2 | Estados Unidos | 10-15 17-15 7-15 15-7 16-14  |  |
| Tchecoslováquia   | 3-2 | Brasil         | 15-12 15-10 13-15 13-15 15-9 |  |

- 20 de Outubro

|                 |     |                   |                             |  |
| Japão           | 3-0 | Bélgica           | 15-5 15-5 15-4              |  |
| Tchecoslováquia | 3-0 | México            | 15-10 15-8 15-8             |  |
| União Soviética | 3-2 | Alemanha Oriental | 10-15 15-9 15-11 12-15 15-5 |  |
| Bulgária        | 3-0 | Brasil            | 15-8 18-16 15-3             |  |
| Polónia         | 3-0 | Estados Unidos    | 15-5 15-5 15-8              |  |

- 21 de Outubro

|                   |     |                |                             |  |
| Bélgica           | 3-2 | México         | 15-11 5-15 13-15 18-16 15-2 |  |
| União Soviética   | 3-1 | Japão          | 4-15 15-13 15-9 15-13       |  |
| Tchecoslováquia   | 3-2 | Bulgária       | 15-7 10-15 15-9 4-15 15-7   |  |
| Alemanha Oriental | 3-0 | Estados Unidos | 15-8 15-12 15-10            |  |
| Polónia           | 3-0 | Brasil         | 15-12 15-4 15-7             |  |

- 23 de Outubro

|                   |     |                |                        |  |
| Polónia           | 3-0 | Bulgária       | 15-3 15-5 15-10        |  |
| Japão             | 3-0 | Estados Unidos | 15-5 15-8 15-11        |  |
| Tchecoslováquia   | 3-0 | Bélgica        | 15-0 15-4 15-12        |  |
| União Soviética   | 3-1 | México         | 15-5 15-8 11-15 15-5   |  |
| Alemanha Oriental | 3-1 | Brasil         | 15-13 15-7 14-16 15-12 |  |

- 24 de Outubro

|                   |     |                 |                             |  |
| Japão             | 3-0 | Brasil          | 15-8 15-11 15-12            |  |
| Estados Unidos    | 3-1 | México          | 14-16 15-10 15-9 15-11      |  |
| União Soviética   | 3-0 | Bélgica         | 15-2 15-3 15-5              |  |
| Alemanha Oriental | 3-2 | Bulgária        | 15-11 8-15 15-10 10-15 15-7 |  |
| Polónia           | 3-1 | Tchecoslováquia | 15-5 15-3 12-15 15-13       |  |

- 25 de Outubro

|                   |     |                 |                       |  |
| Brasil            | 3-1 | México          | 14-16 15-6 17-15 15-8 |  |
| Alemanha Oriental | 3-0 | Polónia         | 15-11 15-6 15-6       |  |
| Japão             | 3-0 | Bulgária        | 15-7 15-6 15-5        |  |
| Estados Unidos    | 3-0 | Bélgica         | 15-4 16-14 15-10      |  |
| União Soviética   | 3-0 | Tchecoslováquia | 15-7 15-4 15-8        |  |

## Classificação final
Esta foi a classificação final do torneio:
| Pos.              | Equipe            |
| ----------------- | ----------------- |
| Medalha de ouro   | União Soviética   |
| Medalha de prata  | Japão             |
| Medalha de bronze | Checoslováquia    |
| 4                 | Alemanha Oriental |
| 5                 | Polônia           |
| 6                 | Bulgária          |
| 7                 | Estados Unidos    |
| 8                 | Bélgica           |
| 9                 | Brasil            |
| 10                | México            |